# Phalaenopsis appendiculata
Phalaenopsis appendiculata Carr, 1929 è una pianta della famiglia delle Orchidacee endemica della Malaysia peninsulare.

## Descrizione
È un'orchidea di piccola taglia, una miniatura, a comportamento epifita, come tutte le specie del genere Phalaenopsis a crescita monopodiale. Presenta un corto fusto, avvolto da 2-4 foglie picciolate a forma da oblungo-ellittica ad ellittica, con apice sia acuto che ottuso. La fioritura avviene normalmente in primavera, mediante un'infiorescenza racemosa che aggetta lateralmente, sub-eretta, lunga non più di 5 centimetri, portante pochi fiori. Questi sono decisamente piccoli e sono di colore bianco variegato di rosso fucsia o di viola sia in petali e sepali (i sepali sono molto più grandi dei petali), che nel labello. Quest'ultimo è a forma trilobata e molto grande in rapporto alle dimensioni del fiore.

## Distribuzione e habitat
La specie è originaria dello stato malese peninsulare di Pahang.
Cresce epifita su alberi ricoperti di muschio, in prossimità di corsi d'acqua che assicurano l'umidità necessaria.

## Sinonimi
Polychilos appendiculata (Carr) Shim, 1982

Doritis appendiculata (Carr) T.Yukawa & K.Kita, 2005

Grussia appendiculata (Carr) M.Wolff, 2007

Phalaenopsis appendiculata f. alba O.Gruss & Roeth, 2011

## Coltivazione
Questa pianta è bene coltivata in panieri appesi, su supporto di sughero oppure su felci arboree e richiede in coltura esposizione all'ombra, temendo la luce diretta del sole, con temperature medio-alte per tutto il corso dell'anno.